# روزالیند چائو
روزالیند چائو (به انگلیسی: Rosalind Chao) (زاده ۲۳ سپتامبر ۱۹۵۷) بازیگر آمریکایی است.
از فیلم‌های معروف که او در آن بازی کرده‌است می‌توان به بازی در فیلم‌های درست مثل بهشت، چه رویاهایی که می‌آیند، جمعه عجیب، پایان خشونت، مرد عنکبوتی: چالش اژدها، انکار، استکهلم، پنسیلوانیا و دختران تراژدی اشاره کرد.